# 马圩河
马圩河，位于中国广东省肇庆市德庆县中部，是西江左岸支流，发源于德庆县北部大顶山东南高良镇大都塘村的山谷，东南流至五星村转西南流，经高良镇驻地，于新圩镇蓝村转南流，至上兰村西汇入西江。河长55千米，平均比降3.03‰，流域面积660平方千米。年均径流量4.88亿立方米。